# Гюлден, Йохан Аугуст Гуго
Йохан Аугуст Гуго Гюлден (Юхан Аугуст Хуго Юльден, швед. Johan August Hugo Gyldén) (29 мая 1841, Гельсингфорс — 9 ноября 1896, Стокгольм) — финско-шведский астроном, иностранный член-корреспондент Петербургской академии наук.

## Биография
Йохан Аугуст Гуго Гюлден родился 29 мая 1841 года в городе Гельсингфорсе в семье Нильса Абрахама Гюлдена (Nils Abraham Gyldén), профессора классической философии Хельсинкского университета. Обучался в этом университете и получил там степень магистра философии (1860). Известен своими работами в области небесной механики. В 1862—1865 годах работал в Пулковской обсерватории. В 1871 году стал директором Стокгольмской обсерватории.
Именем Гюлдена назван кратер на Луне и малая планета (806 Gyldenia), открытая М. Вольфом 18 апреля 1915 года в Гейдельберге.